# Nizza Monferrato
Nizza Monferrato é uma comuna italiana da região do Piemonte, província de Asti, com cerca de 10.024 habitantes. Estende-se por uma área de 30 km², tendo uma densidade populacional de 334 hab/km². Faz fronteira com Calamandrana, Castel Boglione, Castelnuovo Belbo, Castelnuovo Calcea, Fontanile, Incisa Scapaccino, Mombaruzzo, San Marzano Oliveto, Vaglio Serra, Vinchio.

## Demografia
| Variação demográfica do município entre 1861 e 2011                               |
|                                                                                   |
| Fonte: Istituto Nazionale di Statistica (ISTAT) - Elaboração gráfica da Wikipedia |